# Rewolucja cyfrowa
Rewolucja cyfrowa, nazywana też rewolucją naukowo-techniczną – przyjęcie i rozpowszechnienie się technologii cyfrowych, a także cyfrowe wytwarzanie treści graficznych.
Rewolucja cyfrowa rozpoczęła się w momencie przejścia z mechanicznej technologii elektronicznej na elektronikę cyfrową pod koniec lat 50. XX wieku. Samo pojęcie upowszechniło się w połowie lat 70. XX wieku i jest stosowane współcześnie. Kluczową fazą rewolucji cyfrowej było wynalezienie Internetu, rozwój sprzętu komputerowego oraz technologii komórkowej.
Współcześnie mianem rewolucji cyfrowej określa się również automatyzację, przetwarzanie i wymianę danych i jest związana z wieloma dziedzinami życia.

## Rewolucja cyfrowa w typografii
Rozwój technologii cyfrowych miał wpływ na projektowanie tekstu przeznaczonego do druku. Wynalazek Gutenberga pozwolił na wytwarzanie tekstu na większą skalę, ale to rewolucja cyfrowa przyspieszyła proces powstawania nowych publikacji i rozwinęła się rynek książki oraz czasopism. W efekcie powstała typografia elektroniczna, określana także jako typografia internetowa. Publikowanie przeniosło się do Internetu, stanowiąc kolejny etap rewolucji typograficznej. Cyfryzacja typografii zmieniła sposób dystrybucji, archiwizowania oraz udostępnienia tekstu.